# Warcraft II: Beyond the Dark Portal
Warcraft II: “Beyond the Dark Portal” is een real-time strategy computerspel uitgebracht in 1995 door Blizzard Entertainment. Het spel is een uitbreiding van Warcraft II: Tides of Darkness die eerder dat jaar uitkwam. Beide spellen werden later ook samen verkocht als Warcraft II: Battle.net edition.

## Het verhaal
Nadat de Orcs weer terug zijn gedreven door de Dark Portal wordt deze vernietigd door de magiër Khadgar. Niet veel later ontdekken de mensen echter dat ondanks dat de poort vernietigd is, de scheur waardoor de Orcs deze wereld binnenkwamen nog steeds bestaat. Om voorgoed een einde te maken aan de Orcs moet een groep mensen door de scheur Dreanor, het land van de Orcs, binnengaan om de poort van beide kanten te sluiten.
Ondertussen heeft Ner’zul, de leider van de Shadow Moon clan de controle gekregen over Orc hordes van Dreanor en verzamelt meer troepen voor zijn leger met als doel niet alleen Azeroth eindelijk te veroveren maar ook poorten te openen naar andere werelden.

## Het spel
Wederom kan men als zowel de mensen als de Orcs spelen. Het spel is grotendeels hetzelfde als The Tides of Darkness. Wel voegt Beyond the Dark Portal een aantal nieuwe units en landschappen toe aan het vorige spel. Zo heeft men in Beyond the Dark Portal naast het boslandschap, sneeuwlandschap en woestijnlandschap nu ook een moeraslandschap met groen water en enorme paddenstoelen in plaats van bomen.
Beyond the Dark Portal gaat ervan uit dat in The Tides of Darkness de mensen gewonnen hebben.

## Hero-units
Zowel bij de mensen als bij de Orcs heeft men in Beyond the Dark Portal een aantal zogenaamde Hero-units. Deze zijn extra sterke variaties op de doorsnee units, met hun eigen dialogen en afbeeldingen. Men kan ze niet trainen en ze komen niet in elk level voor. In de levels dat ze wel meedoen mogen ze ook vaak niet sneuvelen, want dan verliest men het level.

### Mensen
- Danath: een kapitein van het leger van Stromgarde. Hij lijkt veel op een footman, maar is een stuk sterker. Hij komt voor het eerst voor in het eerste level van de mensen
- Alleria: Alleria is de leidster van de Rangers en een betere boogschutter dan menig andere elven Archer of Ranger. Ook zij komt voor het eerst voor in het eerste level van de mensen.
- Khadgar: de magiër die aan het eind van de Tides of Darkness de Dark portal vernietigde. Hij is sterker dan een gewone mage.
- Kurdran and Sky’ree: Kurdran is de leider van de dwergen en Sky’ree de griffioen waar hij op rijdt. Zij komen pas later in het spel voor als gevangenen van de Orcs. Ze zijn sterker dan de gewone Gryphon Riders.
- Turalyon: de leider van een groep paladins genaamd the knights of the Silver Hand. Hij komt in het eerste level van de mensen al voor.

### Orcs
- Grom Hellscream: De leider van de Warsong Clan en een van de sterkste Orcs in Dreanor. Hij is een van de weinige hero's die weer verschijnen in Warcraft 3
- Teron Gorefiend: een extra sterke Death Knight en de tegenhanger van Khadgar.
- Korgath Bladefist: De leider van de Shattered Hand Clan en gelijk in kracht met Grom Hellscream.
- Dentarg: een extra sterke Ogre-mage en rechterhand van Ner’zhul.
- Deathwing: een extra sterke draak die kan praten.